# Stelling van Banach-Alaoglu
In de functionaalanalyse en daaraan verwante deelgebieden van de wiskunde beweert de stelling van Banach-Alaoglu (ook bekend als de stelling van Alaoglu) dat de gesloten eenheidsbal van de duale ruimte van een genormeerde vectorruimte compact is in de zwakke* topologie. Een gemeenschappelijke bewijs identificeert de eenheidsbal met de zwakke* topologie als een gesloten deelverzameling van een product van compacte verzamelingen met de producttopologie. Als een gevolg van de stelling van Tychonov is dit product, en daarmee de eenheidsbal daarbinnen, compact.
Een bewijs van deze stelling voor separabele genormeerde vectorruimten werd in 1932 gepubliceerd door Stefan Banach. Het eerste bewijs voor het algemene geval werd in 1940 door de Canadees-Amerikaanse wiskundige Leonidas Alaoglu gepubliceerd.
Aangezien de stelling van Banach-Alaoglu is bewezen met behulp van de stelling van Tychonov, beroept zij zich op het ZFC axiomatische kader, met name het keuzeaxioma. Het grootste deel van de functionaalanalyse is ook afhankelijk van ZFC.

## Voetnoten
1. ↑  Rudin, hoofdstuk 3.15.